# 린뤄향

린뤄 향의 위치

린뤄향(한국어: 인락향, 중국어: 麟洛鄉, 병음: Línluò Xiāng)은 중화민국 핑둥 현의 향이다. 넓이는 16.26km2이고, 인구는 2015년 8월 기준으로 11,240명이다.

## 지리
린뤄 향은 핑둥 현의 북부, 핑둥 평원에 위치해 지세는 평탄하다.

## 교통
- 타이완 철로관리국 핑둥 선
- 국도 3호선